# Jackson Memorial Hospital
Le Jackson Memorial Hospital (connu sous le nom de Jackson ou abrégé JMH) est un centre hospitalier universitaire à but non lucratif situé à Miami en Floride, États-Unis. Il est lié à l'École de Médecine Leonard M. Miller de l'université de Miami.
Fondé en 1918, c'est le troisième plus gros hôpital universitaire et public des États-Unis. Il est également très renommé en greffe d'organe.